# ALA Best Books for Young Adults
ALA Best Books for Young Adults ist ein von der American Library Association seit 1994 vergebener Literaturpreis. Jedes Jahr werden durch ein Komitee Neuerscheinungen nominiert. Jugendliche wählen daraus im Internet die zehn besten Jugendbücher des Jahres. Der Preis wird am Ende der US-amerikanischen „Teen Read Week“ im Oktober verliehen. Diese „Top Ten“ sind gleichwertige Preisträger, sie werden nur alphabetisch sortiert.

## Preisträger

### Top Ten Best Books for Young Adults, 1997 bis 2010
- 1997
  - Will Hobbs: Far North (dt. Weit im Norden: Abenteuer-Roman)
  - Nancy Farmer: A Girl Named Disaster
  - Philip Pullman: The Golden Compass (dt. Der Goldene Kompass) (Band 1 von His Dark Materials)
  - John Gilstrap: Nathan's Run
  - Walter Dean Myers: One More River to Cross. Ein Bildband über das Leben von Afroamerikanern.
  - Rob Thomas: Rats Saw God (dt. Anti-Club)
  - Josual Blum, Bob Holman und Mark Pellington: The United States of Poetry
  - Mel Glenn: Who Killed Mr. Chippendale? A Mystery In Poems
  - Rich Wallace: Wrestling Sturbridge
  - Binjamin Wilkomirski: Fragments: Memories of a Wartime Childhood (dt. Bruchstücke. Aus einer Kindheit 1939–1948)
- 1998
  - Susan Campbell Bartoletti: Growing Up In Coal Country
  - Sara Tuvel Bernstein: Seamstress
  - Edward Bloor: Tangerine
  - Robert Cormier: Tenderness (dt. Zärtlichkeit)
  - Karen Hesse: Out of the Dust
  - Annette Curtis Klause: Blood And Chocolate (dt. Blood and Chocolate : Roman by Annette Curtis Klause)
  - Jon Krakauer: Into Thin Air (dt. In eisige Höhen)
  - Joyce McDonald: Swallowing Stones
  - Walter Dean Myers: Harlem. Ein Foto- und Gedichtband.
  - Marjorie Reynolds: Starlite Drive-In
- 1999
  - Joan Bauer: Rules of the Road
  - Penny Colman: Corpses, Coffins, and Crypts
  - Jean Ferris: Love Among the Walnuts
  - Margaret Peterson Haddix: Among the Hidden (dt. Schattenkinder)
  - Kimberly Willis Holt: My Louisiana Sky
  - Anita Lobel: No Pretty Pictures: A Child of War (dt. Das Versteck auf dem Dachboden, Eine Kindheit in Polen)
  - Ben Mikaelson: Petey
  - Joanne K. Rowling: Harry Potter and the Sorcerer's Stone (dt. Harry Potter und der Stein der Weisen)
  - Louis Sachar: Holes (dt. Löcher. Die Geheimnisse von Green Lake)
  - Jacqueline Woodson: If You Come Softly (dt. Wenn die Zeit stehen bleibt)
- 2000
  - Irene Gut Opdyke: In My Hands: Memories of a Holocaust Rescuer (dt. Wer ein Leben rettet ... : eine wahre Geschichte aus dem Holocaust)
  - Laurie Halse Anderson: Speak (dt. Sprich)
  - Orson Scott Card: Ender's Shadow (dt. Enders Schatten, 2004 und 2013)
  - Kimberly Willis Holt: When Zachary Beaver came to Town
  - Sherryl Jordan: The Raging Quiet (dt. Flüsternde Hände)
  - Laura McNeal: Crooked
  - Carol Meyer: Mary, Bloody Mary
  - Walter Dean Myers: Monster (dt. Monster! Monster?)
  - Lensey Namioka: Ties that Bind, Ties that Break
  - Connie Porter: Imani All Mine
- 2001
  - Adam Bagdasarian: Forgotten Fire
  - Joan Bauer: Hope was Here
  - Tracy Chevalier: Girl with a Pearl Earring (dt. Das Mädchen mit dem Perlenohrring)
  - Jon Katz: Geeks: How two boys rode the Internet out of Idaho
  - E. L. Konigsburg: Silent to the Bone
  - Gary Paulsen: The Beet Fields
  - Pam Muñoz Ryan: Esperanza Rising
  - Jerry Spinelli: Stargirl (dt. Stargirl)
  - Gloria Whelan: Homeless Bird
  - Ruth White: Memories of Summer
- 2002
  - Ann Brashares: The Sisterhood of the Traveling Pants (dt. Eine Hose für vier)
  - Robert Cormier: The Rag and Bone Shop (dt. Das Verhör)
  - Chris Crutcher: Whale Talk
  - Alex Flinn: Breathing Underwater
  - A. M. Jenkins: Damage
  - Richard Mosher: Zazoo
  - Garth Nix: Lirael (Band 2 von The Old Kingdom; dt. Das Alte Königreich)
  - Mildred Taylor: The Land
  - Rita Williams-Garcia: Every Time a Rainbow Dies
  - Virginia Euwer Wolff: True Believer (dt. Fest dran glauben)
- 2003
  - Laurie Halse Anderson: Catalyst
  - M. T. Anderson: Feed
  - Nancy Farmer: The House of the Scorpion (dt. Das Skorpionenhaus)
  - E. R. Frank: America
  - Gordon Korman: Son of the Mob
  - Ian Lawrence: The Lightkeeper's Daughter (dt. Die Tochter des Leuchtturmwärters)
  - Christopher Moore: Lamb: The Gospel According to Biff, Christ's Childhood Pal (dt. Die Bibel nach Biff)
  - Peter Nelson: Left for Dead: A Young Man's Search for Justice for the USS Indianapolis
  - Naomi Shihab Nye: 19 Varieties of Gazelle: Poems of the Middle East
  - Elizabeth Partridge: This Land Was Made For You and Me: The Life & Songs of Woody Guthrie
- 2004
  - Martha Brooks: True Confessions of a Heartless Girl (dt. Wahre Geständnisse eines herzlosen Mädchens)
  - Jennifer Donnelly: A Northern Light (dt. Das Licht des Nordens)
  - Mark Haddon: The Curious Incident of the Dog in the Night-Time: A Novel (dt. Supergute Tage oder Die sonderbare Welt des Christopher Boone)
  - Angela Johnson: The First Part Last
  - David Levithan: Boy Meets Boy
  - Joyce Maynard: The Usual Rules
  - Edith Pattou: East
  - Adam Rapp: 33 Snowfish
  - Jonathan Stroud: The Amulet of Samarkand (Band 1 von Bartimaeus Trilogy, dt. Bartimäus-Trilogie)
  - Craig Thompson: Blankets: An Illustrated Novel (dt. Blankets)
- 2005
  - Joshua Braff: The Unthinkable Thoughts of Jacob Green
  - Christopher Paul Curtis: Bucking the Sarge
  - Phillip Hoose: The Race to Save the Lord God Bird
  - David Levithan: The Realm of Possibility
  - Melina Marchetta: Saving Francesca
  - Michael Morpurgo: Private Peaceful (dt. Mein Bruder Charlie)
  - Kenneth Oppel: Airborn (dt. Wolkenpanther)
  - Adam Rapp: Under the Wolf, Under the Dog
  - Benjamin Alire Sáenz: Sammy and Juliana in Hollywood
  - Sarah Weeks: So B. It: A Novel (dt. So B. It. Heidis Geschichte)
- 2006
  - Said Hyder Akbar und Susan Burton: Come Back to Afghanistan: A California Teenager's Story
  - Susan Campbell Bartoletti: Hitler Youth: Growing Up in Hitler's Shadow
  - Kalisha Buckhanon, Upstate
  - John Green: Looking for Alaska (dt. Eine wie Alaska)
  - Chris Lynch: Inexcusable
  - Stephenie Meyer: Twilight: A Novel (dt. Bis(s) zum Morgengrauen)
  - Brian K. Vaughan: Runaways: Volume 1
  - Scott Westerfeld: Peeps
  - Chris Wooding: Poison (dt. Poison)
  - Markus Zusak: I Am the Messenger (dt. Der Joker)
- 2007
  - M. T. Anderson: The Astonishing Life of Octavian Nothing, Traitor to the Nation, Volume 1: The Pox Party
  - Alan Gratz: Samurai Shortstop
  - Sonya Hartnett: Surrender
  - Patricia McCormick: Sold (dt. Verkauft)
  - Meghan Nuttall Sayres: Anahita’s Woven Riddle
  - John Smelcer: The Trap
  - Megan Whalen Turner: The King of Attolia
  - Nancy Werlin: The Rules of Survival
  - Gene Luen Yang: American Born Chinese
  - Markus Zusak: The Book Thief (dt. Die Bücherdiebin)
- 2008
  - Sherman Alexie: The Absolutely True Diary of a Part-Time Indian (dt. Das absolut wahre Tagebuch eines Teilzeit-Indianers)
  - Ishmael Beah: A Long Way Gone. Memoirs of a Boy Soldier (dt. Rückkehr ins Leben. Ich war Kindersoldat)
  - Jenny Downham: Before I Die (dt. Bevor ich sterbe)
  - Stephanie Hemphill: Your Own, Sylvia: A Verse Portrait of Sylvia Plath
  - Lloyd Jones: Mister Pip (dt. Mister Pip)
  - Derek Landy: Skulduggery Pleasant (dt. Der Gentleman mit der Feuerhand)
  - Mal Peet: Tamar: A Novel of Espionage, Passion, and Betrayal
  - Matthew Poll: American Shaolin: Flying Kicks, Buddhist Monks, and the Legend of Iron Crotch: An Odyssey in the New China.
  - Brian Selznick: The Invention of Hugo Cabret: A Novel (dt. Die Entdeckung des Hugo Cabret)
  - Shaun Tan: The Arrival (dt. Ein neues Land)
- 2009
  - Robin Bowman: It's Complicated: The American Teenager
  - Leslie Conner: Waiting for Normal
  - Matt de la Pena: Mexican WhiteBoy
  - Siobhan Dowd: Bog Child (dt. Anfang und Ende allen Kummers ist dieser Ort)
  - Suzanne Collins: The Hunger Games (Band 1; dt. Die Tribute von Panem. Tödliche Spiele)
  - Christine Fletcher: Ten Cents a Dance
  - Joseph Monninger: Baby
  - Terry Pratchett: Nation. (dt. Eine Insel)
  - Mariko Tamaki und Jillian Tamaki: Skim
  - Coert Voorhees: The Brothers Torres
- 2010
  - Sarah Rees Brennan: Demon's Lexicon
  - Paul Griffin: The Orange Houses
  - M. H. Herlong: The Great Wide Sea
  - Catherine Jinks: The Reformed Vampire Support Group (dt. Blutsbande. Bekenntnisse einer Vampirin)
  - Donna Jo Napoli: Alligator Bayou
  - David Small: Stitches: A Memoir
  - Rebecca Stead: When You Reach Me
  - Francisco X. Stork: Marcelo in the Real World
  - Laini Taylor: Lips Touch. Three Times
  - Sally M. Walker: Written in Bone: Buried Lives of Jamestown and Colonial Maryland.

### Top Ten Best Fiction for Young Adults, ab 2011
2011
- Paolo Bacigalupi: Ship Breaker (dt. Schiffsdiebe)
- Jennifer Donnelly: Revolution (dt. Das Blut der Lilie)
- Melina Marchetta: Finnikin of the Rock
- Morgan Matson: Amy & Roger’s Epic Detour
- Lish McBride: Hold Me Closer, Necromancer
- Andy Mulligan: Trash
- Mitali Perkins: Bamboo People
- Dana Reinhardt: The Things a Brother Knows
- Benjamin Alire Sáenz: Last Night I Sang to the Monster
- Marcus Sedgwick: Revolver (dt. Revolver)

2012
- Rae Carson: The Girl of Fire and Thorns
- Joshua C. Cohen: Leverage
- A. S. King: Everybody Sees the Ants
- Guadalupe Garcia McCall: Under the Mesquite
- Lauren Myracle: Shine
- Patrick Ness: A Monster Calls, illustriert von Jim Kay (dt. Sieben Minuten nach Mitternacht)
- Ruta Sepetys: Between Shades of Gray (dt. Und in mir der unbesiegbare Sommer)
- Maggie Stiefvater: The Scorpio Races (dt. Rot wie das Meer)
- Laini Taylor: Daughter of Smoke and Bone
- Sara Zarr: How to Save a Life

2013
- Jesse Andrews: Me and Earl and the Dying Girl
- Libba Bray: The Diviners
- Rachel Hartman: Seraphina
- Alethea Kontis: Enchanted
- David Levithan: Every Day
- Patricia McCormick: Never Fall Down
- Matthew Quick: Boy 21
- Benjamin Alire Sáenz: Aristotle and Dante Discover the Secrets of the Universe
- Maggie Stiefvater: The Raven Boys (dt. Wen der Rabe ruft)
- Elizabeth Wein: Code Name Verity

2014
- Julie Berry: All the Truth That’s in Me
- Kristin Elizabeth Clark: Freakboy
- Tim Federle: Better Nate Than Ever
- Tom McNeal: Far Far Away
- Rainbow Rowell: Eleanor & Park
- Marcus Sedgwick: Midwinterblood
- Ruta Sepetys: Out of the Easy
- Andrew Smith: Winger, illustriert von Sam Bosma
- Tara Sullivan: Golden Boy
- Elizabeth Wein: Rose Under Fire

2017 (alle erschienen 2016)
Julie Berry, The Passion of Dolssa. Viking Press; Traci Chee, The Reader. G. P. Putnam’s Sons; Frances Hardinge, The Lie Tree. Harry N. Abrams; Mindy McGinnis, The Female of the Species. Katherine Tegen Books; Meg Medina, Burn Baby Burn. Candlewick; Jason Reynolds, Ghost. Atheneum/Caitlyn Dlouhy Books; Ruta Sepetys, Salt to the Sea. Philomel Books; Neal Shusterman, Scythe. Simon & Schuster; Nicola Yoon, The Sun is also a star. Delacorte Press; Jeff Zentner, The Serpent King. Crown Books.